# Ituiutaba
Ituiutaba là một đô thị thuộc bang Minas Gerais, Brasil. Đô thị này có diện tích 2587,339 km², dân số năm 2007 là 92727 người, mật độ 38,7 người/km².